# Jan Gall

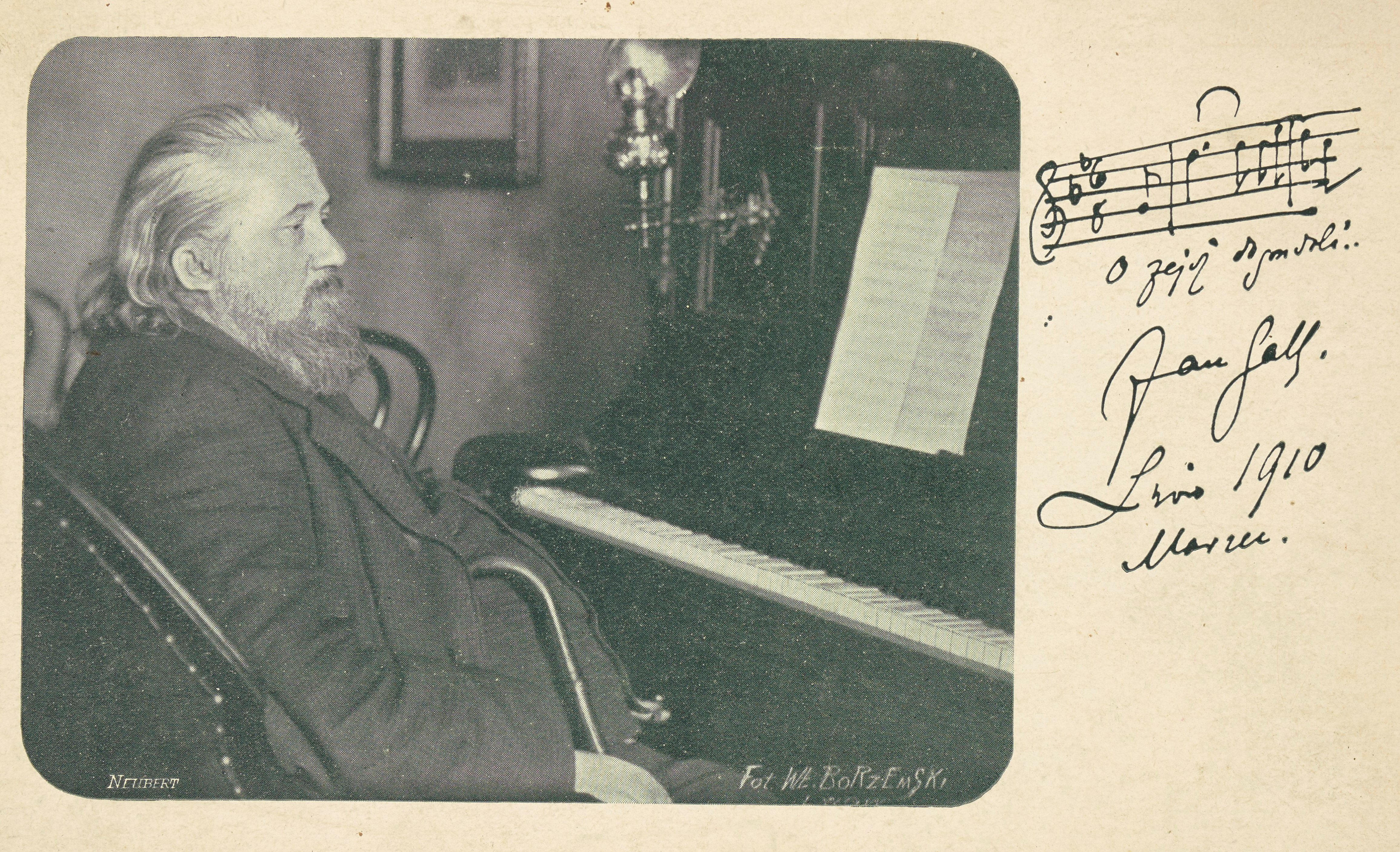
Jan Gall, 1910 r., fotografia na pocztówce

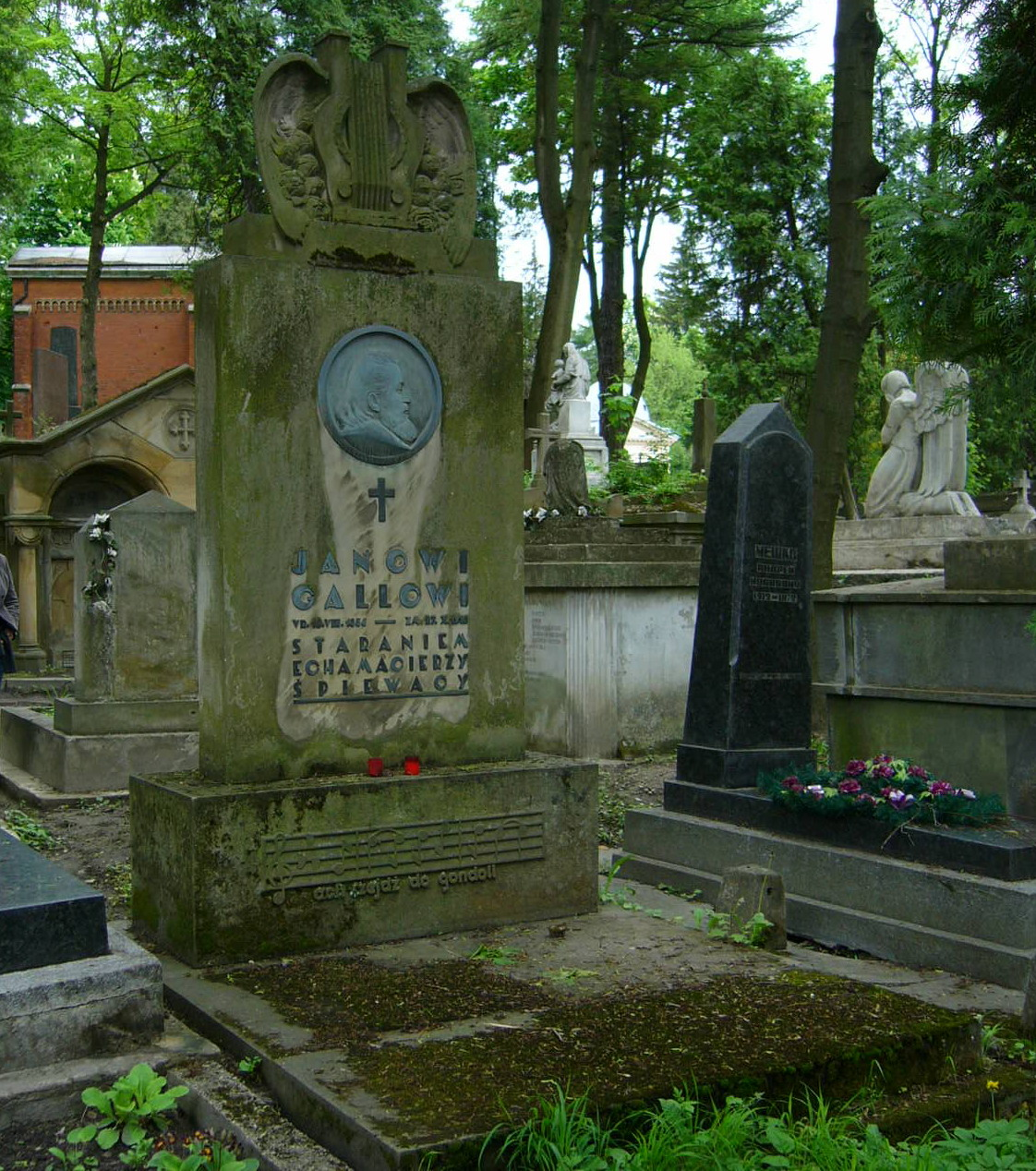
Grób Jana Galla na Cmentarzu Łyczakowskim we Lwowie autorstwa Henryka Karola Periego

Jan Karol Gall (ur. 18 sierpnia 1856 w Warszawie, zm. 30 października 1912 we Lwowie) – polski kompozytor, dyrygent, pedagog i krytyk muzyczny; znany głównie jako autor pieśni solowych i chóralnych. 

## Życiorys
Ukończył gimnazjum w Cieszynie. Studia fortepianowe oraz w dziedzinie teorii muzyki pobierał Jan Karol Gall w krakowskiej Szkole Towarzystwa Muzycznego „Muza”, wśród jego nauczycieli znajdowali się J. Blaschke i Kazimierz Hofman. Edukację muzyczną kontynuował u Franza Krenna w Konserwatorium Wiedeńskim oraz u Josepha Gabriela Rheinbergera w Monachium. W latach 1879–81 przebywał w Krakowie, gdzie 19 marca 1879 miał miejsce jego debiut kompozytorski – podczas inauguracyjnego koncertu niedawno powstałego tamtejszego Chóru Akademickiego w sali Redutowej Teatru Starego zaprezentowano dwie jego pieśni: W gaiku i Pieśń leśną. W 1882 roku prowadził chór w Lipsku, a w Weimarze poznał Ferenca Liszta. W 1883 pobierał nauki śpiewu u Francesco Lampertiego w Mediolanie. W 1884 roku został dyrektorem lwowskiego Towarzystwa Muzycznego, pełniąc tę funkcję do roku 1888. W 1888 przebywał krótko w Dreźnie i w Lipsku, a następnie przeniósł się do Krakowa. Od 1890 roku wykładał w Konserwatorium Towarzystwa Muzycznego w Krakowie, najpierw historię muzyki, a następnie w latach 1891–1895 śpiew solowy i teorię muzyki. W 1895 był profesorem śpiewu i dyrygentem we Wrocławiu. Od 1896 do końca życia mieszkał we Lwowie, gdzie prowadził chór „Echo-Macierz” jako dyrygent i kierownik artystyczny.

## Życie prywatne
Żoną Jana Karola Galla była Maria z Wójcikiewiczów (w młodości śpiewaczka), a synem – reżyser teatralny i scenograf Iwo Gall (ur. 1890, zm. 1959).
Zmarł 30 października 1912 i 31 dnia tego miesiąca został pochowany na Cmentarzu Łyczakowskim we Lwowie. Na 27 października 1935 zaplanowano ekshumację zwłok Jana Galla z pola 51 cmentarza do rejonu nr 1  1 dla ludzi zasłużonych. W 1936 była prowadzona we Lwowie zbiórka na pokrycie kosztów budowy pomnika-grobowca Jana Galla.

## Twórczość
Jan Karol Gall był kompozytorem głównie popularnych pieśni, napisał w sumie około 400 pieśni chóralnych i 90 solowych, m.in. Dziewczę z buzią jak malina (do słów Mariana Gawalewicza będących tłumaczeniem wiersza Heinricha Heinego), Gdybym był młodszy, dziewczyno (do słów Adama Asnyka i jemu dedykowane), Czarowna cicha noc majowa oraz kolędę Mizerna cicha (do słów Teofila Lenartowicza). Był także autorem opracowań chóralnych pieśni ludowych oraz utworów Stanisława Moniuszki, m.in. Pieśń rycerska (Czy w razie, czy w zwadzie), Piosnka żołnierza, Pieśń wieczorna. Skomponował również operę Barkarola (1884), operę komiczną Viola opartą na twórczości Szekspira, kantaty oraz miniatury fortepianowe.
Wiele jego utworów opublikował krakowski księgarz i wydawca Stanisław Andrzej Krzyżanowski.
Gall działał także jako krytyk muzyczny, jego recenzje ukazywały się m.in. na łamach krakowskiej „Nowej Reformy” w latach 1883–1888.
Jego uczniem był m.in. Stanisław Budweil.